# Nazionale maschile di hockey su ghiaccio del Turkmenistan
La nazionale di hockey su ghiaccio maschile del Turkmenistan è controllata dalla Federazione di hockey su ghiaccio del Turkmenistan, ed è la selezione che rappresenta il Turkmenistan nelle competizioni internazionali di questo sport.